# Mogwai – iTunes Festival London 2011
Mogwai – iTunes Festival London 2011 – minialbum koncertowy szkockiego zespołu Mogwai, nagrany 23 lipca 2011 roku podczas koncertu w londyńskiej hali Roundhouse.

## Album

### Historia
Minialbum Mogwai – iTunes Festival London 2011 został nagrany 23 lipca 2011 roku podczas koncertu zespołu w ramach festiwalu iTunes Festival w londyńskiej hali Roundhouse. Został wydany 26 sierpnia tego samego roku jako digital download (6 plików AAC). Wydawnictwo znalazło się na 6. miejscu listy 10 najlepszych koncertów w historii tego  festiwalu, opublikowanej przez magazyn muzyczny The Line of Best Fit. 

### Lista utworów
Lista utworów na CD według Discogs: 
| 1. | Death Rays (Live)            | 5:59  |
|    |                              |       |
| 2. | How To Be A Werewolf (Live)  | 6:10  |
|    |                              |       |
| 3. | 2 Rights Make 1 Wrong (Live) | 9:19  |
|    |                              |       |
| 4. | Rano Pano (Live)             | 5:12  |
|    |                              |       |
| 5. | Mexican Grand Prix (Live)    | 5:21  |
|    |                              |       |
| 6. | Auto Rock (Live)             | 4:18  |
|    |                              |       |
|    |                              | 36:19 |
|    |                              |       |